# Rangpo
Rangpo är en stad i den indiska delstaten Sikkim, och tillhör distriktet Pakyong. Folkmängden uppgick till 10 450 invånare vid folkräkningen 2011, vilket gör den till delstatens tredje största stad.